# Reich oder tot
Reich oder tot ist ein deutscher Kriminalfilm von 
Lars Becker, der nach dem gleichnamigen Roman von Georg M. Oswald im Auftrag des ZDF gedreht und erstmals am 16. Februar 2018 auf ARTE ausgestrahlt wurde. Es ist die dritte Episode der Filmreihe Unter Feinden.

## Handlung
Hauptkommissar Erich Kessel kehrt nach einem längeren Aufenthalt in einer Entzugsklinik zurück in den Polizeidienst. Hier wartet sogleich der polizeiliche Alltag auf ihn und seinen Kollegen Mario Diller. Laut der Info eines Informanten ist ein Banküberfall geplant, den die Polizisten zu verhindern versuchen, doch sind sie zu spät. Die Bankräuber sind bereits im Gebäude und bedrohen Angestellte und Kunden. Brisant wird die Lage für Kessel, da auch seine Exfrau mit ihrer gemeinsamen Tochter Ruby unter den Kunden ist. Ausgerechnet Ruby, die an Epilepsie leidet, wird von den Tätern als Geisel mitgenommen und erleidet einen schweren Krampfanfall. Nachdem die drei Bankräuber entkommen, bleiben ihnen Kessel und Diller auf den Fersen. Sie stürmen in deren Versteck und töten einen der Männer, Randy Schenker kann entkommen und Mohammed Medjoub wird festgenommen. Ein Teil der Beute ist allerdings nicht auffindbar. Es schwebt der Verdacht über Kessel das Geld unterschlagen zu haben, da er dringend Geld braucht, um seine Tochter in den USA operieren zu lassen. Auch privat läuft es für Kessel nicht gut, denn seine längere Abwesenheit hatte das endgültige Aus seiner Ehe zur Folge. Zwar hofft er darauf, dass sich ihr Verhältnis wieder bessert, doch hat ausgerechnet sein Kollege Diller mit Claire eine heimliche Affäre begonnen. Kessels Probleme bleiben jedoch nicht nur im privaten Umfeld. Dienstlich gerät er unter Verdacht mit Drogen zu handeln. Bei einer Hausdurchsuchung wird ein Paket Rauschgift bei ihm gefunden, sodass er in Untersuchungshaft genommen wird. Dass ihm der Stoff von Mohammed Medjoub untergeschoben wurde, glaubt ihm außer Diller niemand. Um seinem Kollegen zu helfen, versucht er dessen Unschuld zu beweisen. Im Alleingang setzt er sich auf die Fährte von Randy Schenker. Er überrascht ihn und seiner Dealer bei einer Drogenübergabe. Beide werden erschossen und Diller teilt sich das Geld mit Medjoub, den er dazu bringen konnte, ihm zu helfen. Mit dem Geld finanziert er die Operation von Kessels Tochter.

## Rezeption

### Einschaltquote
Die Erstausstrahlung von Reich oder tot wurde in Deutschland am 16. Februar 2018 von 5,16 Millionen Zuschauern gesehen und erreichte somit einen Marktanteil von 17,30 Prozent für Arte.

### Kritik
Rainer Tittelbach von Tittelbach.tv meinte: „Der Film bietet alles das, was das junge Publikum an genremäßig vergleichbaren US-Serien liebt: ambivalente Charaktere, physische Cops, die ihre dunklen Seiten ausleben, Momente, die bigger than life sind, eine mitunter wilde Dramaturgie und eine nicht immer (psycho)logisch wasserdichte Handlung, in der mehr möglich ist, als der gesunde Menschenverstand wahr haben will. Kleine Abstriche gibt es bei den Dialogen und der filmischen Coolness. Doch zu den Figuren passt das. Vor allem die Kriminellen sind nicht die hellsten Lichter im Kiez. Fortsetzung möglich & erwünscht.“
Im deutschen Filmdienst hieß es: Ein Film, der „auf charismatischen Figuren und bewusst harte, mitunter auch brutale Szenen setzt. Die Frage nach den fehlenden moralischen Werten der Polizisten erscheint allerdings etwas abgegriffen, wie der Film überhaupt viele Motive lediglich wiederkäut.“
Tilmann P. Gangloff schrieb in der Frankfurter Rundschau: „‚Reich oder tot‘ ist nicht zuletzt dank der ausnahmslos vorzüglichen Schauspieler sehenswert, aber Lug und Trug dominieren womöglich noch mehr als bisher. Das gilt diesmal auch für Diller, der bislang immerhin ansatzweise für Recht und Ordnung stand.“ „Staatsanwältin Nazari […] ist zwar der letzte juristische Kompass der Geschichte, taugt aber ebenfalls nicht als Sympathieträgerin.“ Verstörend wirkt auch „die moralische Verkommenheit der handelnden Personen. ‚Reich oder tot‘ ist zwar dennoch sehenswert, aber von den drei Filmen der schwächste.“
Oliver Armknecht von film-rezensionen.de meinte, in diesem Film „stolpert das Polizeiduo von einer Krise in die nächste. Die Figuren und ihr Verhältnis untereinander ist sicherlich ungewöhnlich. Als eigenständiger Film ist das hier dennoch wenig interessant, da vieles hier zu einem reinen Selbstzweck wird und nie ganz klar wird, wovon der TV-Krimi nun eigentlich erzählen wollte.“ „So wird zwar versucht, etwas über die Welt da draußen zu sagen und die Geschichte mit gesellschaftlichen Aspekten aufzuwerten – darunter etwa das Thema Diskriminierung. Gleichzeitig ist das hier aber so konstruiert, dass man nur selten das Gefühl hat, noch Teil der Realität zu sein.“